# Hiperpolarització
La hiperpolarització és la polarització de spin nuclear d'un material en un camp magnètic molt més enllà de les condicions d'equilibri tèrmic determinades per la distribució de Boltzmann. Es pot aplicar a gasos com el 129 Xe i el 3 He, i a molècules petites on els nivells de polarització es poden millorar amb un factor de 10 4 -10 5 per sobre dels nivells d'equilibri tèrmic. Els gasos nobles hiperpolaritzats s'utilitzen normalment en la ressonància magnètica (MRI) dels pulmons. Les molècules petites hiperpolaritzades s'utilitzen normalment per a imatges metabòliques in vivo. Per exemple, es pot injectar un metabòlit hiperpolaritzat en animals o pacients i es pot fer un seguiment de la conversió metabòlica en temps real. Altres aplicacions inclouen la determinació de la funció de les estructures d'espín de neutrons mitjançant la dispersió d'electrons polaritzats d'un objectiu molt polaritzat (3 He), estudis d'interacció superficial i experiments de polarització de neutrons.

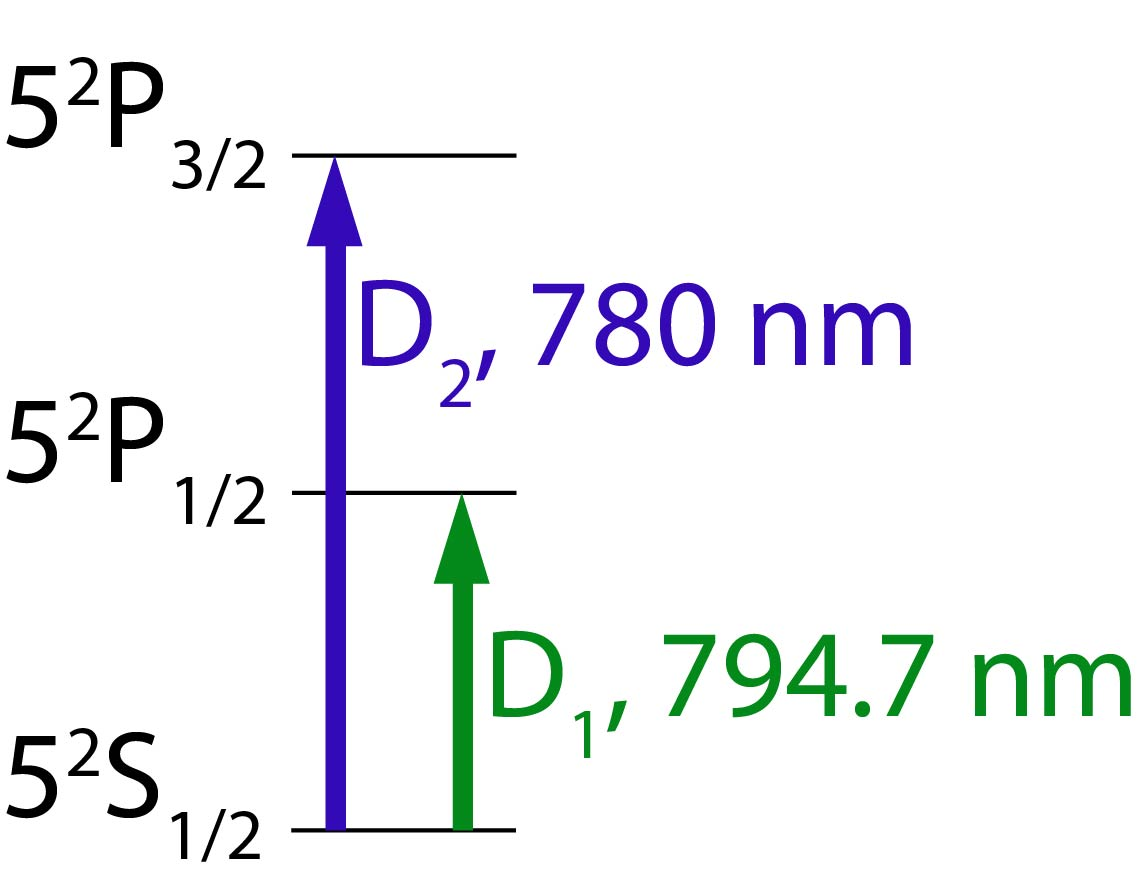
Figura 1. Transicions d'excitació d'un electró de rubidi.

## Bombament òptic d'intercanvi de spin

### Introducció

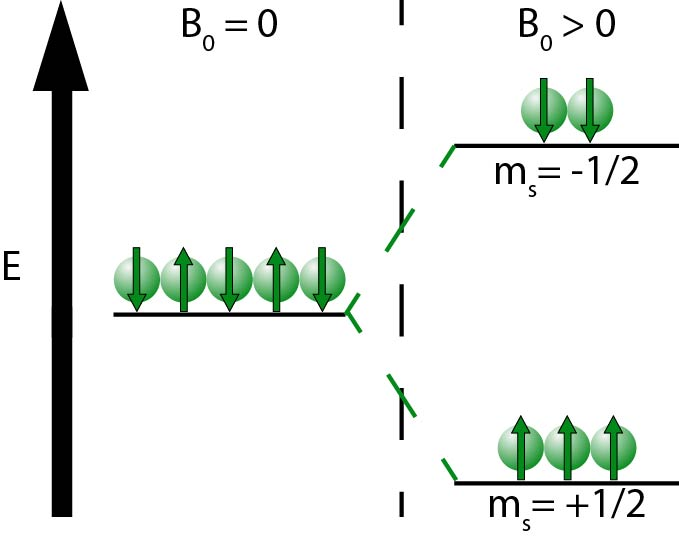
Figura 2. Efecte del camp magnètic aplicat sobre el gir on hi ha divisió d'energia en presència d'un camp magnètic, B _{0}.

El bombeig òptic d'intercanvi de gir (SEOP) és una de les diverses tècniques d'hiperpolarització que es discuteixen en aquesta pàgina. Aquesta tècnica està especialitzada en la creació de gasos nobles hiperpolaritzats (HP), com ara 3 He, 129 Xe i quadripolars 131 Xe, 83 Kr i 21 Ne. Els gasos nobles són necessaris perquè la SEOP es realitza en fase gasosa, són químicament inerts, no reactius, químicament estables respecte als metalls alcalins i la seva T 1 és prou llarga per generar polarització. Els gasos nobles de spin 1/2 compleixen tots aquests requisits, i els gasos nobles de spin 3/2 ho fan fins a cert punt, encara que alguns espín 3/2 no tenen una T1 suficient. Cadascun d'aquests gasos nobles té la seva pròpia aplicació específica, com ara caracteritzar l'espai i el teixit pulmonar mitjançant imatges moleculars in vivo i imatges funcionals dels pulmons, per estudiar els canvis en el metabolisme de cèl·lules sanes versus cèl·lules canceroses o utilitzar-les com a objectius per a la física nuclear. experiments. Durant aquest procés, la llum làser infraroja polaritzada circularment, sintonitzada a la longitud d'ona adequada, s'utilitza per excitar electrons en un metall alcalí, com el cesi o el rubidi, dins d'un recipient de vidre segellat. La llum infraroja és necessària perquè conté les longituds d'ona necessàries per excitar els electrons de metalls alcalins, tot i que la longitud d'ona necessària per excitar els electrons de sodi està per sota d'aquesta regió (taula 1).

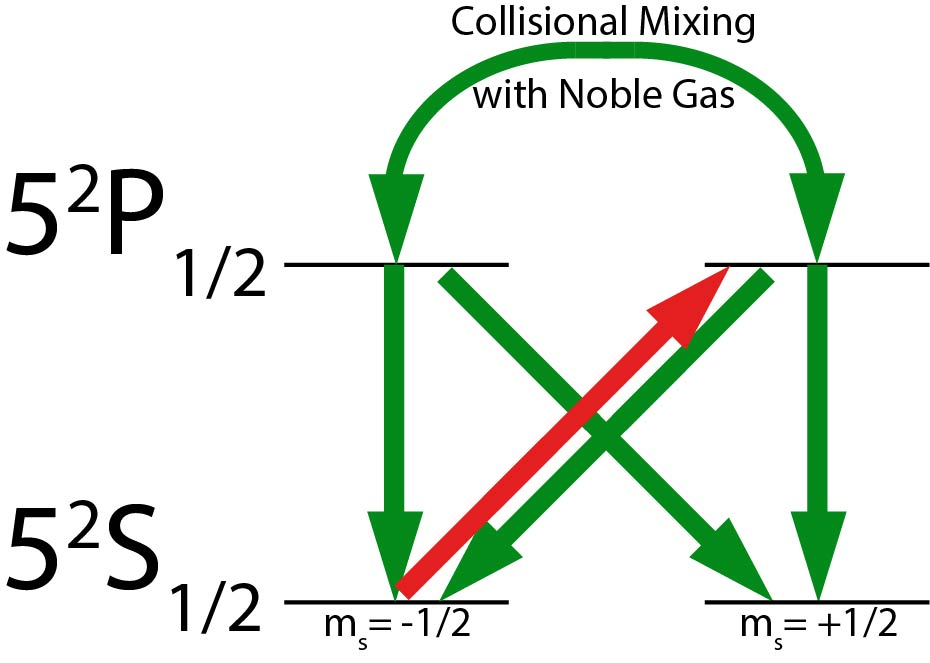
Figura 3. Transicions que es produeixen quan la llum polaritzada circularment interacciona amb els àtoms de metalls alcalins.

## Teoria
Per explicar més fàcilment els processos d'excitació, bombeig òptic i intercanvi de spin, s'utilitzarà com a exemple el metall alcalí més comú utilitzat per a aquest procés, el rubidi. El rubidi té un nombre imparell d'electrons, amb només un a la capa més externa que es pot excitar en les condicions adequades. Hi ha dues transicions que es poden produir, una anomenada línia D1 on es produeix la transició de l'estat 52S1/2 a l'estat 52P3/2 i una altra referida a la línia D₂ on es produeix la transició. de l'estat 52S1/2 a l'estat 52P1/2. Les transicions D 1 i D ₂ es poden produir si els àtoms de rubidi s'il·luminen amb llum a una longitud d'ona de 794,7 nm i 780 nm, respectivament (figura 1). Tot i que és possible provocar qualsevol excitació, la tecnologia làser està ben desenvolupada per provocar la transició D 1 . Es diu que aquests làsers estan sintonitzats a la longitud d'ona D 1 (794,7 nm) de rubidi.